# Ubaldo Aíta
Ubaldo Aíta  (Montevideo, 13 de enero de 1960) es un político y metalúrgico uruguayo.
Electo Diputado para el periodo desde 2020 al 2025 por el Frente Amplio en el Espacio 1916.
Fue desde 2010 a 2020 Secretario Político del Partido Comunista de Uruguay (PCU) de  Departamental Canelones.

## Biografía
Hijo de Elena Aurora Maidana y Ubaldo Pascual Aíta. Realizó sus estudios secundarios en el Liceo N° 1 Sauce. 
Afiliado al Frente Amplio desde 1974, miembro del Partido Comunista del Uruguay.
Fue edil de la Junta Departamental de Canelones desde 2005 hasta 2010 en donde participó de varias comisiones.
Parlamentario de Parlamento del Mercosur, integrando la comisión de transportes, infraestructura, recursos energéticos, agricultura, pecuaria y pesca.
Participa actualmente como representante nacional en las comisiones
especiales de cooperativismo (presidiendo en 2022).En 2022 fue panelista expositor invitado en la XIII Red de Parlamentarios del Cooperativismo desarrollado en la VI cumbre de las Cooperativas de las Américas.

## Vida privada
Contrajo matrimonio con  Alicia Fernández Francone, son padres de tres hijos: Juan, Felipe y Domingo Aíta Fernández, abuelo de Juan Francisco, Juan Ignacio y Juan Pedro Aita González y de Joaquina y Ramiro Aita Montenegro